# Liste der denkmalgeschützten Objekte in Planá u Mariánských Lázní
Grundlage dieser Liste der denkmalgeschützten Objekte in Planá u Mariánských Lázní ist die ÚSKP-Liste (Ústřední seznam kulturních památek České republiky, deutsch Zentrale Liste der Kulturdenkmäler der Tschechischen Republik), die von der tschechischen Denkmalschutzbehörde NPÚ (Národní památkový ústav, deutsch Nationale Denkmalbehörde) seit 1987 geführt wird und an die seit dem Jahr 1850 geschaffenen Listen anschließt.

## Denkmalgeschützte Objekte nach Ortsteilen

### Planá u Mariánských Lázní
| Lage                                                                  | Objekt                   | Beschreibung                                                                                 | ÚSKP-Nr.                  | Bild               |
| --------------------------------------------------------------------- | ------------------------ | -------------------------------------------------------------------------------------------- | ------------------------- | ------------------ |
| Planá u Mariánských Lázní, Na Valech (Auf den Wällen) (Standort)      | Stadtbefestigung         | Stadtbefestigung, Schanzen, Wälle                                                            | 29025/4-1839 Info Katalog | BW                 |
| Planá u Mariánských Lázní, Zámecká 248 (Standort)                     | Schloss                  | Schloss, mehrere Gebäude und Park                                                            | 45205/4-1837 Info Katalog | weitere Bilder     |
| Planá u Mariánských Lázní, Slepá (Standort)                           | Nepomuksäule             | Nepomuksäule                                                                                 | 21932/4-1869 Info Katalog | Nepomuksäule       |
| Planá u Mariánských Lázní, Kostelní (Standort)                        | Kirche Mariä Himmelfahrt | Kirche Mariä Himmelfahrt, gotisch, im 18. Jahrhundert barockisiert                           | 18056/4-1841 Info Katalog | weitere Bilder     |
| Planá u Mariánských Lázní, Kostelní 133 (Standort)                    | Pfarrhaus                | Pfarrhaus                                                                                    | 18788/4-1842 Info Katalog | Pfarrhaus          |
| Planá u Mariánských Lázní, Kostelní 120 (Standort)                    | Wohnhaus                 | Wohnhaus                                                                                     | 24249/4-1854 Info Katalog | BW                 |
| Planá u Mariánských Lázní, Kostelní 121 (Standort)                    | Wohnhaus                 | Wohnhaus                                                                                     | 28931/4-1855 Info Katalog | BW                 |
| Planá u Mariánských Lázní, Náměstí Svobody (Standort)                 | Nepomuksäule             | Nepomuksäule, Heiligengruppe Nepomuk mit Barbara, Florian und Sebastian, geschaffen 1721     | 23459/4-1868 Info Katalog | BW                 |
| Planá u Mariánských Lázní, Náměstí Svobody 1 (Standort)               | Rathaus                  | Rathaus                                                                                      | 14837/4-1838 Info Katalog | BW                 |
| Planá u Mariánských Lázní, Náměstí Svobody 7 (Standort)               | Wohnhaus                 | Wohnhaus                                                                                     | 46857/4-1844 Info Katalog | BW                 |
| Planá u Mariánských Lázní, Náměstí Svobody 8 (Standort)               | Wohnhaus                 | Wohnhaus                                                                                     | 18960/4-1845 Info Katalog | BW                 |
| Planá u Mariánských Lázní, Náměstí Svobody 10 (Standort)              | Wohnhaus                 | Wohnhaus                                                                                     | 33558/4-1846 Info Katalog | BW                 |
| Planá u Mariánských Lázní, Náměstí Svobody 25 (Standort)              | Hotel Černý medvěd       | Hotel Černý medvěd (Schwarzer Bär)                                                           | 100628 Info Katalog       | Hotel Černý medvěd |
| Planá u Mariánských Lázní, Náměstí Svobody 29 (Standort)              | Wohnhaus                 | Wohnhaus                                                                                     | 24499/4-1847 Info Katalog | Wohnhaus           |
| Planá u Mariánských Lázní, Náměstí Svobody 30 (Standort)              | Wohnhaus                 | Wohnhaus                                                                                     | 34465/4-1848 Info Katalog | Wohnhaus           |
| Planá u Mariánských Lázní, Náměstí Svobody 35 (Standort)              | Wohnhaus                 | Wohnhaus                                                                                     | 24157/4-1849 Info Katalog | BW                 |
| Planá u Mariánských Lázní, Náměstí Svobody 38 (Standort)              | Wohnhaus                 | Wohnhaus                                                                                     | 35039/4-1850 Info Katalog | Wohnhaus           |
| Planá u Mariánských Lázní, Náměstí Svobody 40 (Standort)              | Wohnhaus                 | Wohnhaus                                                                                     | 30608/4-1851 Info Katalog | BW                 |
| Planá u Mariánských Lázní, Náměstí Svobody 41 (Standort)              | Wohnhaus                 | Wohnhaus                                                                                     | 37202/4-1852 Info Katalog | BW                 |
| Planá u Mariánských Lázní, Náměstí Svobody 42 (Standort)              | Wohnhaus                 | Wohnhaus                                                                                     | 16147/4-1853 Info Katalog | BW                 |
| Planá u Mariánských Lázní, Náměstí Svobody 45 (Standort)              | Wohnhaus                 | Wohnhaus                                                                                     | 20848/4-1856 Info Katalog | BW                 |
| Planá u Mariánských Lázní, Náměstí Svobody 46 (Standort)              | Wohnhaus                 | Wohnhaus                                                                                     | 31985/4-1857 Info Katalog | BW                 |
| Planá u Mariánských Lázní, Náměstí Svobody 48 (Standort)              | Wohnhaus                 | Wohnhaus                                                                                     | 15460/4-1858 Info Katalog | Wohnhaus           |
| Planá u Mariánských Lázní, Náměstí Svobody 49 (Standort)              | Wohnhaus                 | Wohnhaus                                                                                     | 33388/4-1859 Info Katalog | Wohnhaus           |
| Planá u Mariánských Lázní, Náměstí Svobody 50 (Standort)              | Wohnhaus                 | Wohnhaus                                                                                     | 24941/4-1860 Info Katalog | Wohnhaus           |
| Planá u Mariánských Lázní, Náměstí Svobody 52 (Standort)              | Wohnhaus                 | Wohnhaus                                                                                     | 34911/4-1861 Info Katalog | BW                 |
| Planá u Mariánských Lázní, Náměstí Svobody 53 (Standort)              | Wohnhaus                 | Wohnhaus                                                                                     | 20996/4-1862 Info Katalog | BW                 |
| Planá u Mariánských Lázní, Náměstí Svobody 56 (Standort)              | Wohnhaus                 | Wohnhaus                                                                                     | 20422/4-1863 Info Katalog | Wohnhaus           |
| Planá u Mariánských Lázní, Dukelských hrdinů 95 (Standort)            | Wohnhaus                 | Wohnhaus                                                                                     | 36343/4-1864 Info Katalog | Wohnhaus           |
| Planá u Mariánských Lázní, Dukelských hrdinů 98 (Standort)            | Wohnhaus                 | Wohnhaus, Relief an der Fassade                                                              | 34827/4-1866 Info Katalog | BW                 |
| Planá u Mariánských Lázní, Bezdružická, Ecke Plzeňska (Standort)      | Peter-und-Paul-Kirche    | Peter-und-Paul-Kirche, romanisch-gotisch, Fresken, 13. Jahrhundert, umgebende Mauer, Brunnen | 25200/4-1840 Info Katalog | weitere Bilder     |
| Planá u Mariánských Lázní, an der Landstraße nach Marienbad ()        | Nepomukkapelle           | Nepomukkapelle                                                                               | 37539/4-1873 Info Katalog |                    |
| Planá u Mariánských Lázní, an der Landstraße nach Marienbad ()        | Kreuz                    | Kreuz                                                                                        | 22714/4-1875 Info Katalog |                    |
| Planá u Mariánských Lázní, an der Landstraße nach Tachov ()           | Kreuz                    | Kreuz                                                                                        | 24426/4-1872 Info Katalog |                    |
| Planá u Mariánských Lázní, Na sádkách, bei Nr. 266 (Standort)         | Sühnekreuz               | Sühnekreuz                                                                                   | 29210/4-5135 Info Katalog | BW                 |
| Planá u Mariánských Lázní, beim Abzweig der Landstraße nach Caltov () | Sühnekreuz               | Sühnekreuz                                                                                   | 45962/4-1871 Info Katalog |                    |
| Planá u Mariánských Lázní, 2 km nordwestlich von Plana (Standort)     | Annakirche               | Annakirche, gotisch, 1726 barockisiert                                                       | 23448/4-1876 Info Katalog | weitere Bilder     |

### Zliv nad Mží
| Lage                                                                     | Objekt        | Beschreibung                         | ÚSKP-Nr.                  | Bild |
| ------------------------------------------------------------------------ | ------------- | ------------------------------------ | ------------------------- | ---- |
| Zliv nad Mží, zwischen Boudy und Řešanov auf dem Hügel Hrotek (Standort) | Feste Řešanov | Feste Řešanov, archäologische Spuren | 46020/4-1998 Info Katalog | BW   |

### Křínov
| Lage                         | Objekt  | Beschreibung | ÚSKP-Nr.                  | Bild    |
| ---------------------------- | ------- | ------------ | ------------------------- | ------- |
| Křínov, Dorfplatz (Standort) | Kapelle | Kapelle      | 17959/4-1836 Info Katalog | Kapelle |

### Otín
| Lage            | Objekt       | Beschreibung | ÚSKP-Nr.                  | Bild         |
| --------------- | ------------ | ------------ | ------------------------- | ------------ |
| Otín (Standort) | Marienkirche | Marienkirche | 38619/4-1834 Info Katalog | Marienkirche |

### Vysoké Sedliště
| Lage                       | Objekt        | Beschreibung  | ÚSKP-Nr.                  | Bild |
| -------------------------- | ------------- | ------------- | ------------------------- | ---- |
| Vysoké Sedliště (Standort) | Wenzelskirche | Wenzelskirche | 18903/4-1977 Info Katalog | BW   |